# Øster Højst
Øster Højst (deutsch Oster Hoist) ist ein Ort mit 497 Einwohnern (1. Januar 2023) im Südosten der süddänischen Tønder Kommune. Øster Højst liegt (Luftlinie) etwa 7 km nordwestlich von Bylderup-Bov, 8,5 km südöstlich von Løgumkloster und 12 km nordöstlich von Tønder im Kirchspiel Højst. Die Deutsch-dänische Grenze befindet sich circa 12 km entfernt.

## Geschichte
Im Jahre 1200 war die heutige Siedlung bereits unter dem Namen Høxet bekannt. Schon vor 1200 bestand im Osten des heutigen Siedlungsgebietes eine hölzerne Kirche als Filialkirche vom Kloster Løgumkloster. Um 1200 wurde die heutige Kirche im romanischen Stil gebaut.
Ende des 19. Jahrhunderts und zu Beginn des 20. Jahrhunderts begann Øster Højst sich zu entwickeln, eine Genossenschaftsmolkerei wurde 1888 in Betrieb genommen, ein Postamt und eine Telefonzentrale kamen hinzu, 1921 und 1923 wurden eine Bibliothek und ein Versammlungshaus gegründet. Eine Privatschule und eine Verbundsschule gab es ab den 1950er Jahren.
Im Gedenkhain bei Øster Højst Forsamlinghus steht ein Denkmal für die zehn amerikanischen Flieger, deren B-17 „fliegende Festung“ am 24. Februar 1944 nordwestlich von Øster Højst abstürzte.
1960 hatte der Ort 392 Einwohner, von denen über 100 in Handwerk oder Industrie beschäftigt waren.

## Kirche
Die heutige  Kirche wurde um 1200 anstelle eines hölzernen Vorgängerbaus im romanischen Stil gebaut und in den folgenden Jahrhunderten einen um den massiven Turm und ein Waffenhaus vor dem Süderportal im gotischen Stil ergänzt.
Der Mittelschrein des um 1500 hergestellter Flügelaltars enthält eine geschnitzte Kreuzigungsgruppe. In den Seitenflügeln stehen Apostelfiguren. Die Schnitzfiguren erhielten 1702 einen gemalten Hintergrund. Auch der Aufbau des Altarretabels, die Christus als Weltenrichter zeigt, und das Predellagemälde des Abendmahls stammen aus dieser Zeit. Von einem weiteren mittelalterlichen Altar, der dem heiligen Nikolaus von Myra geweiht war, hat sich eine Mondsichelmadonna erhalten.
Die Kanzel im Renaissance-Stil aus dem Jahr 1603 stammt aus einer Tonderaner Werkstatt. Die sechs Reliefbilder der Brüstungsfelder zeigen Jesu Geburt, seine Taufe, Kreuzigung, Auferstehung und Himmelfahrt sowie das Weltgericht.
Zur Kirchenausstattung gehört außerdem eine Granittaufbecken, das möglicherweise schon aus dem Vorgängerbau stammt, und eine Triumphkreuzgruppe im Chorbogen aus der Zeit um 1500.